# پاولینا وگا
پاولینا وگا (انگلیسی: Paulina Vega؛ زادهٔ ۱۵ ژانویهٔ ۱۹۹۳) مانکن و ملکه زیبایی اهل کلمبیا است.
او فارغ‌التحصیل رشته مدیریت مالی است که برنده دوشیزه جهان ۲۰۱۴ شد.